# 9405 Johnratje
9405 Johnratje eller 1994 WQ1 är en asteroid i huvudbältet som upptäcktes den 27 november 1994 av den japanska astronomen Takao Kobayashi vid Ōizumi-observatoriet. Den är uppkallad efter John R. Ratje.
Asteroiden har en diameter på ungefär 6 kilometer och den tillhör asteroidgruppen Koronis.